# فرانک چرچ
فرانک چرچ (به انگلیسی: Frank Church) با نام کامل فرانک فارستر چرچ سوم (به انگلیسی: Frank Forrester Church III) (زاده ۲۵ ژوئیهٔ ۱۹۲۴ – درگذشته ۷ آوریل ۱۹۸۴) سناتور عضو حزب دموکرات (ایالات متحده آمریکا) بود. وی از سال ۱۹۵۷ تا ۱۹۸۱ میلادی سناتور ایالت آیداهو در مجلس سنای ایالات متحده آمریکا بود.

## کمیته چرچ
در پیامد رسوایی واترگیت، در یک جلسه پرسش و پاسخ کنگره در سال ۱۹۷۵ (میلادی) که فرانک چرچ آنرا رهبری می‌کرد آشکار شد که آژانس امنیت ملی، در همکاری با سازمان اطلاعاتی شنود الکترونیک بریتانیا یعنی ستاد ارتباطات دولت، به صورت دائمی، ارتباطات بین‌المللی رهبران برجسته ضد جنگ ویتنام، مانند جین فوندا و بنجامین اسپوک را رهگیری می‌کرده‌است. آژانس امنیت ملی، این افراد را در یک سامانه پرونده‌سازیِ پنهانی ردیابی می‌کرد که در سال ۱۹۷۴ (میلادی) نابود شد. به دنبال کناره‌گیری ریچارد نیکسون از ریاست‌جمهوری، بازرسی‌های زیادی دربارهٔ سوءاستفاده‌های مشکوک از تشکیلات اداره تحقیقات فدرال (اف‌بی‌آی)، آژانس اطلاعات مرکزی (سیا)، و آژانس امنیت ملی انجام شدند. فرانک چرچ، پیش از آن، کارهای ناشناخته را فاش کرده بود. نمونه آن، یک نقشه آژانس اطلاعات مرکزی (سیا) برای کشتن فیدل کاسترو بود (که ریاست‌جمهوری جان اف. کندی دستور داده بود). بازرسی‌ها همچنین شنود تلفنی آژانس امنیت ملی از برخی شهروندان آمریکایی مشخص را فاش کردند.
با تلاش‌های فرانک چرچ، لایحه نظارت بر اطلاعات خارجی در سال ۱۹۷۸ (میلادی) به قانون تبدیل شد.

## جاسوسی
آژانس امنیت ملی، یک عملیات پنهانی با نام رمز «پروژه مینارت» را برای نظارت بر ارتباطات تلفنی دو سناتور (فرانک چرچ، و هاوارد بیکر)، به همراه رهبران حقوق مدنی و سیاسی (مانند مارتین لوتر کینگ جونیور)، خبرنگاران و ورزشکاران آمریکایی برجسته مخالف جنگ ویتنام پیش می‌بُرد.